# Alpaida tayos
Alpaida tayos là một loài nhện trong họ Araneidae.
Loài này thuộc chi Alpaida. Alpaida tayos được Herbert Walter Levi miêu tả năm 1988.